# Wilhelm August Patin
Wilhelm August Patin (* 25. Juni 1879 in Würzburg; † zwischen 1945 und 1949) war ein deutscher katholischer Theologe und SS-Funktionär.

## Leben
Wilhelm Patin war der Sohn des Obergeneralarztes August Patin. Ein Vetter von ihm war der spätere Reichsführer SS Heinrich Himmler. Nach dem Besuch der Volksschule in Würzburg und Neuburg an der Donau sowie von Gymnasien in Neuburg, München, Eichstätt, Amberg und Bamberg studierte Patin bis 1904 an der Universität München. Am 29. Juni 1904 wurde er zum Priester geweiht. Anschließend fungierte er vom 21. Juli 1904 bis 21. Juli 1905 als Koadjutor in Miesbach und dann vom 21. Juli 1905 bis 15. Januar 1907 als Kurat bei St. Johann Nepomuk in München.
Im Januar 1907 wurde Patin durch Dekret zum Königlichen Stiftvikar ernannt. Im selben Jahr legte er an der Theologischen Fakultät der Karl-Ferdinands-Universität zu Prag seine Dissertation vor, mit der er 1908 zum Dr. theol. promovierte. Von 1910 bis 1912 arbeitete er als Religionslehrer an der Kreislehrerinnen-Bildungsanstalt in München. Daneben übernahm er von November 1911 bis Ende 1912 die Aufgabe eines Lehrers für Religion und Moral in sämtlichen Klassen der Königlichen Kadettenkorps. Von 1912 bis 1915 war er Religionslehrer am Max-Gymnasium in München. Am Ersten Weltkrieg nahm er nach einer Unabkömmlicherklärung durch das Staatsministerium für Kultus und Unterricht in München nicht teil. Stattdessen widmete er sich juristischen Studien an der Universität München und arbeitete von Herbst 1916 bis Ostern 1922 als zweiter Religionslehrer im Wilhelms-Gymnasium in München. Während dieser Zeit wurde er im Juni 1918 zum Hofstiftskanonikus und am 2. November 1918 zum Dr. utr. jur. ernannt. Vom 11. Juni 1918 bis zum 1. Dezember 1922 war er außerdem Stiftkanonikus von St. Kajetan in München. Nach seiner Resignation von dieser Stelle war er bis 1936 oder 1937 Ehrenkanonikus.
Ab dem 1. November 1922 bekleidete Patin die Stellung eines Studienrats an der Rupprechts-Oberrealschule in München, wo er am 1. Juli 1924 mit dem Titel und Rang eines Studienprofessors ausgestattet wurde, bevor er am 1. Juni 1926 offiziell zum Studienprofessor befördert wurde. Zum 1. Januar 1928 wurde er als Studienprofessor an die Ludwigs-Realschule berufen, wo er bis 1933 tätig war.
Seit Mitte 1932 war er Förderndes Mitglied der SS, zum 1. April 1933 trat er der NSDAP bei (Mitgliedsnummer 1.691.360). Im Oktober 1933 übernahm Patin eine Stellung als „Referent für Katholische Aktion“ im Oberabschnitt Süd des Sicherheitsdienstes des Reichsführers SS (SD) in München. Später wurde Patin Referent für politischen Katholizismus in der SD-Zentrale in München, von wo er seine Tätigkeit als Katholizismusexperte des Nachrichtendienstes der SS auch nach der Verlegung des SD-Hauptquartiers nach Berlin 1935 fortsetzte.
Patin wurde Mitarbeiter beim H(exen)-Sonderauftrag, einer wissenschaftlichen Großuntersuchung während der NS-Zeit zur Erforschung der Hexenverfolgung. Der Vetter Himmlers verbreitete die unbewiesene Geschichte, dass eine Urahnin der Familie namens Passaquay Opfer einer Hexenverbrennung geworden sei.
1939 siedelte Patin schließlich nach Berlin über, wo er im Rang eines Oberregierungsrates und als SS-Sturmbannführer Referent für Katholizismus im Reichssicherheitshauptamt (RSHA) wurde. Seinen höchsten SS-Rang erreichte er mit der Beförderung zum SS-Obersturmbannführer am 1. September 1939 (SS-Nummer 107.046).
Nachdem Patin bereits im Juni 1936 um Dispens von kirchlichem Dienst im Münchener Stift, was er mit Unverträglichkeit des Messweins „auch in kleinen Mengen genossen“ begründete, ersuchte, trat er schließlich 1938 aus der Kirche aus und heiratete im selben Jahr.
1942 wurde Patins Schrift „Beiträge zur Geschichte der deutsch-vatikanischen Beziehungen in den letzten Jahrzehnten“ in kleiner Auflage gedruckt, da sie nur „für den Dienstgebrauch“ zu verwenden war. Darin untersuchte er u. a. die Weltkriegs-Berichte der bayrischen Gesandten am heiligen Stuhl, Groenesteyn und Stockhammern, und die Haltung des Papstes Benedikt XV. zu den Kriegsparteien.
Nach dem Ende des Zweiten Weltkriegs wurde Patin in einem alliierten Internierungslager festgehalten, in dem er verstarb.

## Schriften
- Niceta, Bischof von Remesiana als Schriftsteller und Theologe. Lindauer, München 1909, (Prag, Universität, theol. Dissertation, 1907).
- Das bayerische Religionsedikt vom 26. Mai 1818 und seine Grundlagen. (Eine staatskirchenrechtliche Studie). Erlangen, 1919, (Erlangen, Universität, jur. Dissertation, vom 13. März 1919).
- Beiträge zur Geschichte der deutsch-vatikanischen Beziehungen in den letzten Jahrzehnten (= Quellen und Darstellungen zur politischen Kirche. Sonderband. A). Nordland-Verlag, Berlin 1942.